# DJ Geeh
Gustavo Garrido (San Felipe, Yaracuy, Venezuela; 12 de enero de 1972) más conocido como DJ Geeh o simplemente Geeh, es un DJ, productor y compositor venezolano de música electrónica, orientado al género House. Es miembro de la Academia Latina de Artes y Ciencias de la Grabación además de ganador de un Mara de Oro —máximo galardón de la industria del entretenimiento en el país— en la categoría de «Mejor DJ». Es considerado una personalidad muy respetada dentro del género electrónico en Venezuela, Estados Unidos —más específicamente en la ciudad de Míami donde reside actualmente — y Latinoamérica.

## Biografía
Gustavo desde una edad temprana ya tenía capacidades musicales bastante desarrolladas. Solo a los 13 años ya era profesor de piano —su instrumento primario— a nivel de conservatorio. A mediados de la década de 1990 encausa su vena musical hacia la música electrónica y se traduce en pionero al llevar la música electrónica a las radios venezolanas; pasa a ser DJ residente en cadenas radiales como Rumbera Network y Union Radio en su señal FM La Mega estación. 
A finales de la década además de musicalizar conciertos de artistas internacionales como REO Speedwagon e Inxs, se vuelve muy activo en la escena electrónica venezolana al presentarse en varios de los locales más importantes de la época. Hace presencia en festivales de elevada convocatoria y factura como la «Descarga Belmont» —uno de los actos masivos más relevantes de la época donde se hacían presente nombres de la escena musical nacional e internacional entre los que destacan: Caramelos de Cianuro, Los Pericos, Los Amigos Invisibles ó King Changó—  y el «Chris Liberator Tour». 
Para 2003 toma la decisión de migrar definitivamente a la ciudad de Miami, Florida para establecerse como DJ residente en clubes como el «Segafredo Brickell» —uno de los más concurridos para la época— donde se desempeña en la actualidad, además de en otros actos de la ciudad con buena repercusión. En 2006 recibe una certificación como reconocimiento por la venta de 10000 copias de su LP Digital Theory of House, editado por el sello In Progresso del conocido discjockey venezolano Eduardo Javith — imprenta musical de la que también forma parte como socio —, pieza musical que goza de popularidad entre Venezuela y Colombia.

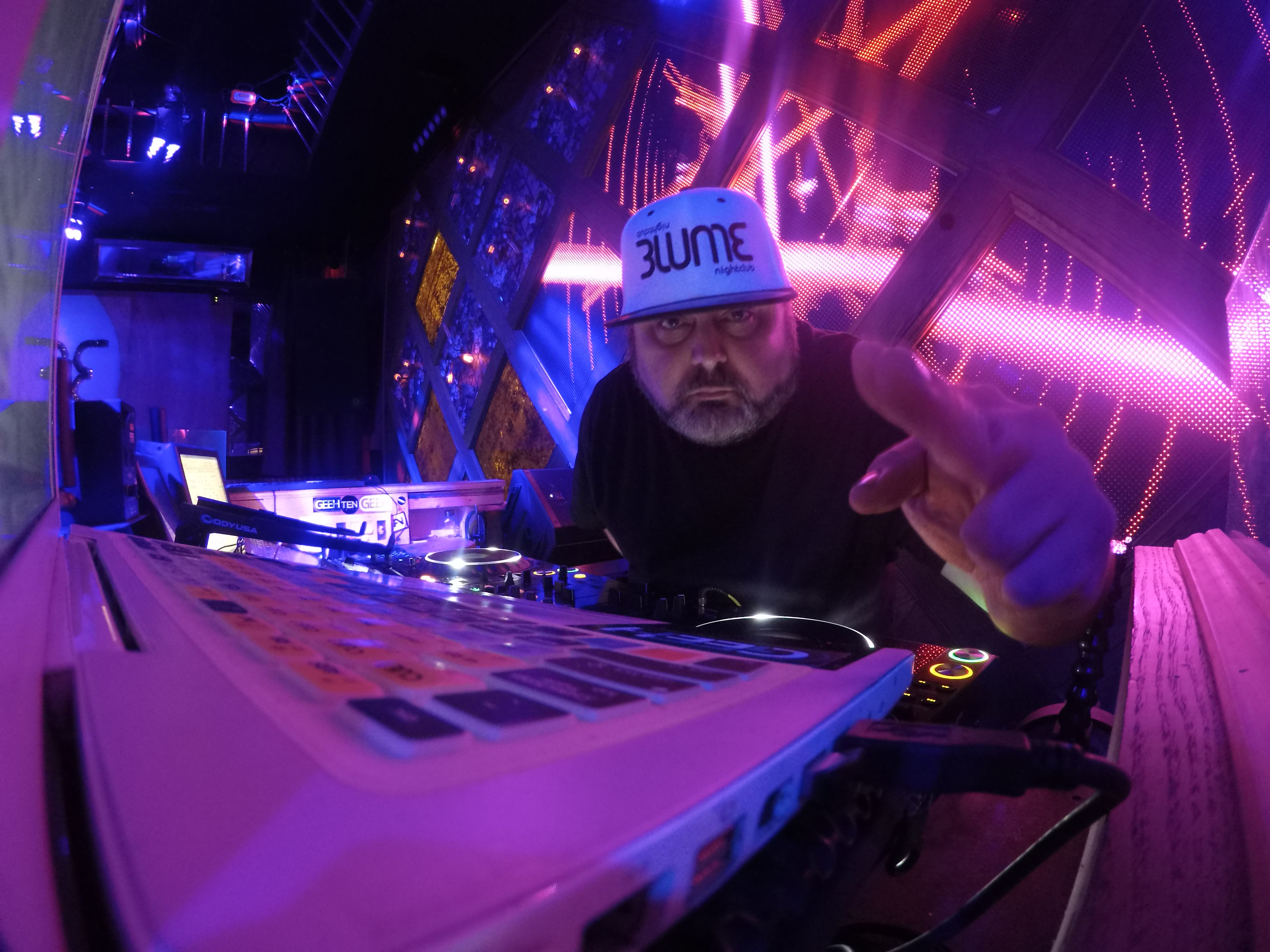
Geeh como DJ residente

Los años de mediados de la década del 2000 hasta finales de la misma son de posicionamiento para Gustavo en los Estados Unidos, más específicamente en el estado de la Florida, teniendo un número importante de residencias en varios de los clubes más destacados de la península. Tantra Restaurant & Lounge, Segafredo Brickell y Spazio Night Club —actual Blume Nightclub donde se desempeña como deejay residente— son algunos de los nombres que consolidan a Gustavo Garrido en la escena electrónica del sur del estado. 
En 2017 se da cita en el «Venezuela Music Festival» —festival musical desarrollado en la ciudad de Doral, Florida— compartiendo escenario con nombres prominentes de la escena musical venezolana, entre ellos: Los Amigos Invisibles, Desorden Público, La Melodía Perfecta, Gustavo Elís y Romina Palmisano.
En el mismo año obtiene el galardón más importante de la industria del entretenimiento en Venezuela, el Mara de Oro, en la categoría «Mejor DJ» reconociéndole como un artista sobresaliente en la industria musical de su país.

## Discografía
Álbumes
- 2006: Digital Theory of House

Sencillos
- 2014: «We Are Wizard Yes»
- 2017: «House Caliente» (con Eduardo Javith)

Remezclas
- 2006: Prez, Gil - «No Lights» (DJ Geeh Remix)
- 2015: Audien - «Rising Elysium» (BootleGeeh Mix)
- 2016: Reza Golroo - «Dark Chocolate» (Geeh, Javith Remix)
- 2016: Victor Drija - «Beber» (Javith, Geeh Mix)
- 2017: Reza Golroo - «Someone» (Javith & Geeh Miami Housemix)
- 2017: Andrew Dance - «Rytmus (DJ Geeh Remix)»
- 2017: Guille el Invencible - «Cada segundo» (Javith & Geeh Miami Housemix)
- 2017: Guillermo Carrasco - «Solo solito» (Javith & Geeh Remix)